# Noscasi
Noscasi Education & Training är ett konsult- och utbildningsföretag med inriktning på verksamhetsutveckling och förändringsarbete inom företag, offentlig verksamhet och utbildningsväsendet . Huvudinriktningen ligger på implementering av projekt - förändring med fokus på människan i organisationen vilket sker med hjälp av teknik, metodik, pedagogik, omvärldsanalys och framtidsperspektiv i kombination med utbildning, projekt, genomförande och utvärdering.
Noscasi har säte i Borlänge, men bedriver verksamhet i hela Europa, finns där kunderna finns. 
Företagets ägare och CEO är Tommy Isaksson.